# Neritos cyclopera
Neritos cyclopera är en fjärilsart som beskrevs av George Francis Hampson 1905. Neritos cyclopera ingår i släktet Neritos och familjen björnspinnare. Inga underarter finns listade i Catalogue of Life.